# Actor principal

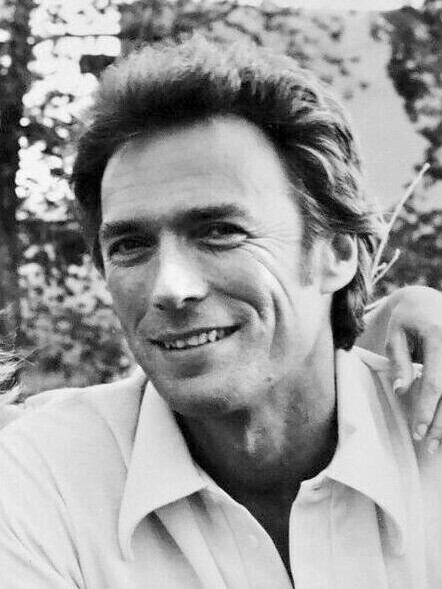
Clint Eastwood apareció como actor principal en 48 producciones cinematográficas, las cuales recaudaron más de 2400 millones de dólares en todo el mundo.

Un actor principal o  actor protagónico (en femenino, actriz principal) desempeña el papel del personaje protagonista de una película, un programa de televisión o una obra de teatro. La palabra protagonista también puede referirse al papel más importante de la pieza, y el actor principal puede referirse a una persona que normalmente interpreta esos papeles o a un actor que interpreta dichos roles con frecuencia. Algunos actores son encasillados como protagonistas, pero la mayoría interpretan el papel principal en algunas actuaciones y papeles secundarios o de carácter en otras.
A veces hay más de un papel principal importante en una producción y se dice que los actores actúan como coprotagonistas; un gran papel secundario puede considerarse como protagonista secundario. Las nominaciones a premios por actuación a menudo reflejan tales ambigüedades. Por lo tanto, a veces dos actores en la misma producción son nominados a mejor actor o mejor actriz, categorías tradicionalmente reservadas para los protagonistas. Por ejemplo, en 1935, Clark Gable, Charles Laughton y Franchot Tone fueron nominados al Premio de la Academia al mejor actor por Mutiny on the Bounty. Incluso puede haber controversia sobre si una actuación en particular debe ser nominada en la categoría de mejor actor o mejor actor de reparto; por ejemplo, por su actuación en El padrino, Al Pacino boicoteó la 45.ª edición de los Premios Óscar por haber sido nominado como mejor actor de reparto en vez de mejor actor, a pesar de tener más tiempo en pantalla que su coprotagonista y ganador del premio al mejor actor, Marlon Brando.